# Bruno Hubschmid
Bruno Hubschmid (né le 7 mars 1950) est un coureur cycliste suisse. Actif dans les années 1960 et 1970, il a été champion de Suisse amateur sur route en 1971, deux fois médaillé du championnat du monde de cyclisme contre-la-montre par équipes (argent en 1968, bronze en 1969). Il a participé aux Jeux olympiques de 1968 et 1972. Lors de ces derniers, il a pris la dix-neuvième place de la course sur route.

## Palmarès
- 1968
  - Prix des Vins Henri Valloton
  - Tour du Pays de Vaud
  -  Médaillé d'argent du championnat du monde du contre-la-montre par équipes
- 1969
  -  Médaillé de bronze du championnat du monde du contre-la-montre par équipes
- 1971
  -  Champion de Suisse amateur sur route
  - 2e étape de la Milk Race
  - 2e étape du Tour de l'Avenir
- 1972
  - 2e étape du Tour de l'Avenir
  - 3e du Tour du lac Léman
- 1973
  - 3e du championnat de Suisse sur route